# Dimitri Sousa
Dimitri Sousa (São Paulo, 15 de novembro de 1994) é um jogador profissional de basquete greco-brasileiro. Considerado uma jovem revelação do basquete brasileiro, atuou nas categorias de base do Círculo Militar de São Paulo até os 14 anos, quando decidiu desenvolver sua carreira fora do Brasil. Do Sub15 ao Sub19, Dimi atuou no basquete europeu pelos clubes da Itália, Teramo Basket e Montepaschi Siena, além de servir a seleção brasileira em competições internacionais. Em 2012, Dimitri representou o Brasil nos eventos Nike Global Challenge e Adidas Nations. Em seguida, decidiu se transferir para os Estados Unidos para jogar NCAA por UVA Wise  onde se comprometeu até 2018. Também se formando em Economia. Dimitri retornou a Itália para jogar profissionalmente, passando por Liga Sorocabana (2018), Fortitudo Agrigento (2018/2019), Juvecaserta Basket (2019/2020) e Monopoli Basket (2020).

## Categorias de Base
Dimitri Sousa foi revelado no clube Círculo Militar de São Paulo, colecionou títulos e recordes nas categorias de base. Foi considerado uma revelação do basquete brasileiro e, com apenas 14 anos, foi desenvolver sua carreira fora do país. Após ser cobiçado por diversas equipes internacionais, Dimi optou por assinar um contrato de 5 anos com o multicampeão italiano Montepaschi Siena. Para facilitar a transição ao basquete europeu, Dimi foi emprestado ao Teramo Basket, onde jogou por 3 temporadas, se destacando e conquistando títulos. Ao retornar ao Montepaschi Siena, Dimitri foi 2 vezes vice-campeão nacional Sub19, vice-campeão do Torneo Città di Roma (Euroleague Basketball Next Generation) e foi campeão adulto da Italian Basketball Cup em 2013.

## Destaque Jovem
A performance no basquete europeu rendeu ao Dimi a convocação da seleção brasileira Sub18 em 2012 para participar do torneio Nike Global Challenge, Washington-DC. Um evento que reuniu diversos prospectos que chegaram a NBA como Andrew Wiggins, Trey Lyles e James Young. Dimitri também foi selecionado para representar o “Team Latin America” no camp Adidas Nations, Los Angeles-CA. O evento reuniu jovens talentos de diversos países. Em 2013, Dimi decidiu mudar os rumos de sua carreira e se desenvolver no basquete norte-americano. Se transferiu para Massanutten Military Academy e, após conseguir o SAT, optou por integrar na University of Virginia’s College at Wise, faculdade que militava na Mountain East Conference da NCAA Division II.

## Carreira Universitária

### Ano de Calouro (Rookie Year)
Por problemas de elegibilidade da NCAA, não pode jogar em seu 1º ano pela UVA Wise. Durante esse período, Dimi foi convidado para integrar a equipe do Basquete Curitiba e jogar a Liga de Desenvolvimento de Basquete 2015. O atleta participou da primeira etapa em Uberlândia, onde sua equipe foi destaque do campeonato, com o recorde de 6 vitórias e apenas 1 derrota. Apesar de vir de um ano parado, Dimitri contribuiu com médias de 10.9 pontos e 5.3 rebotes.

### Segundo Ano (Sophomore Year)
Finalmente elegível pela NCAA e recém chegado do Brasil, depois da primeira fase da LDB 2015, Dimi estreou no basquete universitário e, logo nessa temporada 2015/16, foi titular em todos os jogos, além de ser o segundo no time em pontos e rebotes e destaque entre os 10 melhores na conferência em FG%, 3PT FG%, e FT%.

### Terceiro Ano (Junior Year)
Em 2016/17, Dimitri fez a sua melhor temporada na NCAA. Além de aumentar sua média de pontos, se manteve entre os líderes de porcentagem e eficiência na conferência.

### Quarto Ano (Senior Year)
Após mais uma grande temporada na NCAA, as expectativas eram altas para a equipe UVA Wise e para Dimi individualmente. Porém, uma lesão (ruptura no osso do dedo anelar esquerdo), contra Carson Newman, em 15 de novembro de 2017, encerrou a carreira universitária de Dimi precocemente, com apenas 5 jogos realizados na temporada.

## Carreira Profissional

### Liga Sorocabana (Brasil)
Após se graduar em Economia na University of Virginia's College at Wise em maio de 2018, Dimitri Sousa teve a oportunidade de retomar sua carreira profissional no basquete brasileiro, atuando pela Liga Sorocabana. Em 7 jogos, Dimi teve média de 12.2 pontos até que, no decorrer do Campeonato Paulista de Basquete, recebeu uma nova oferta para voltar ao basquete europeu. 

### Fortitudo Agrigento (Itália)
Na Série A2 do basquete italiano, Dimi defendeu o Fortitudo Agrigento. Em 27 jogos, com média de 7.8 pontos em 16.5 minutos, ganhou a confiança e se tornou um jogador importante nas rotações do treinador Franco Ciani, ajudando Agrigento a se manter na Série A2, ficando a apenas a 1 vitória da classificação para os playoffs.

### JuveCaserta (Itália)
Após sua primeira temporada como profissional na Itália, o atleta brasileiro foi contratado por JuveCaserta, equipe em que Oscar Schmidt fez história. Dimitri estreou dia 13 de outubro contra Roseto e contribuiu com 13 pontos (6/7 FG) e 2 rebotes em 14 minutos de quadra. Apesar das boas atuações que fez com JuveCaserta, Dimi rescindiu o restante de seu contrato e trocou de clube para terminar a temporada.

### Action Now Monopoli (Itália)
Em fevereiro de 2020, Dimitri foi contratado por Action Now Monopoli, equipe que liderava o campeonato italiano Série C e buscava o acesso para a Série A2. Porém, devido a pandemia de Covid-19, a FIP (Federazione Italiana Pallacanestro) encerrou as atividades em território nacional, após apenas 1 partida realizada por Dimi no clube: na vitória contra Angel Manfredonia por 93/67, dia 1º de março de 2020, Dimi contribuiu com 17 pontos, 4 rebotes e 2 assistências em 29 minutos.